# Chì(II) teluride
Chì(II) teluride hay chì teluride là một hợp chất của chì và telu (PbTe). Nó là một chất bán dẫn kiểu khe hẹp. Trong tự nhiên nó tạo ra khoáng vật altait.

## Tính chất
PbTe tồn tại dưới trạng thái là một chất rắn màu xám.